# Pèl púbic

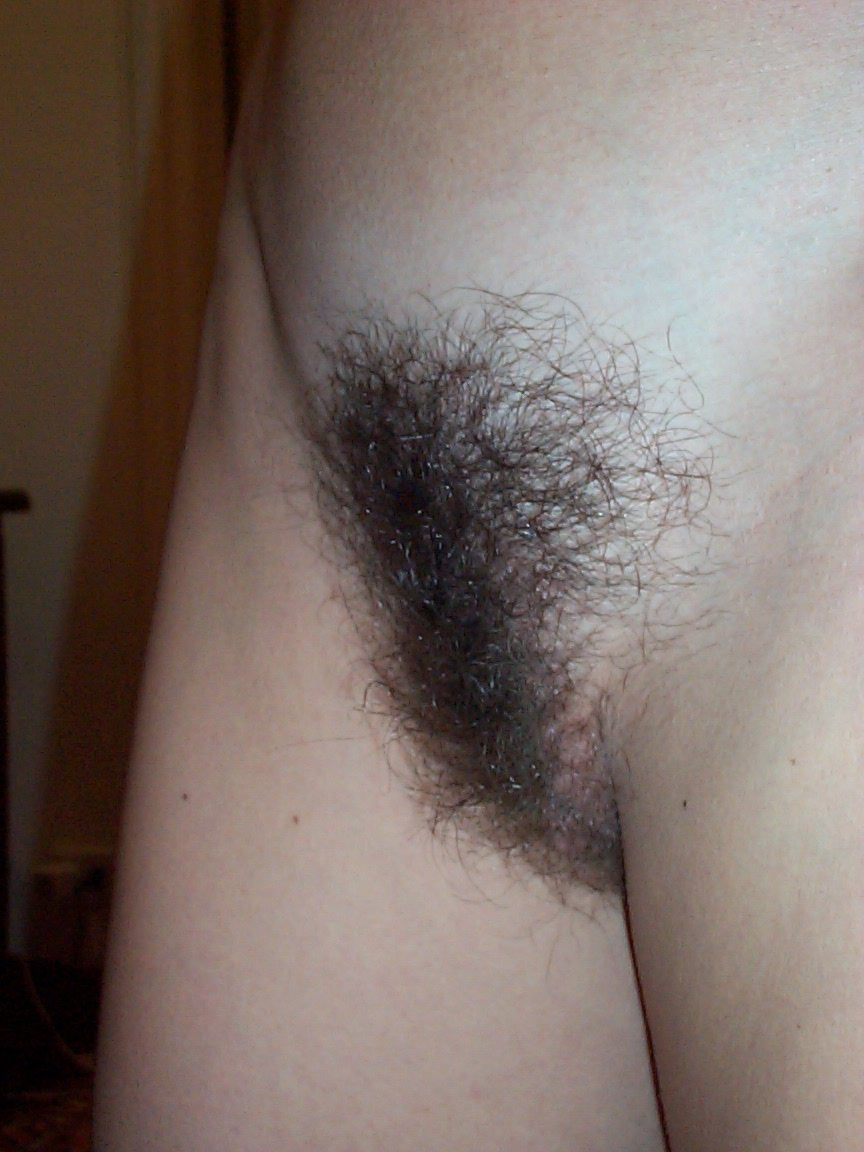
Pèl púbic femení

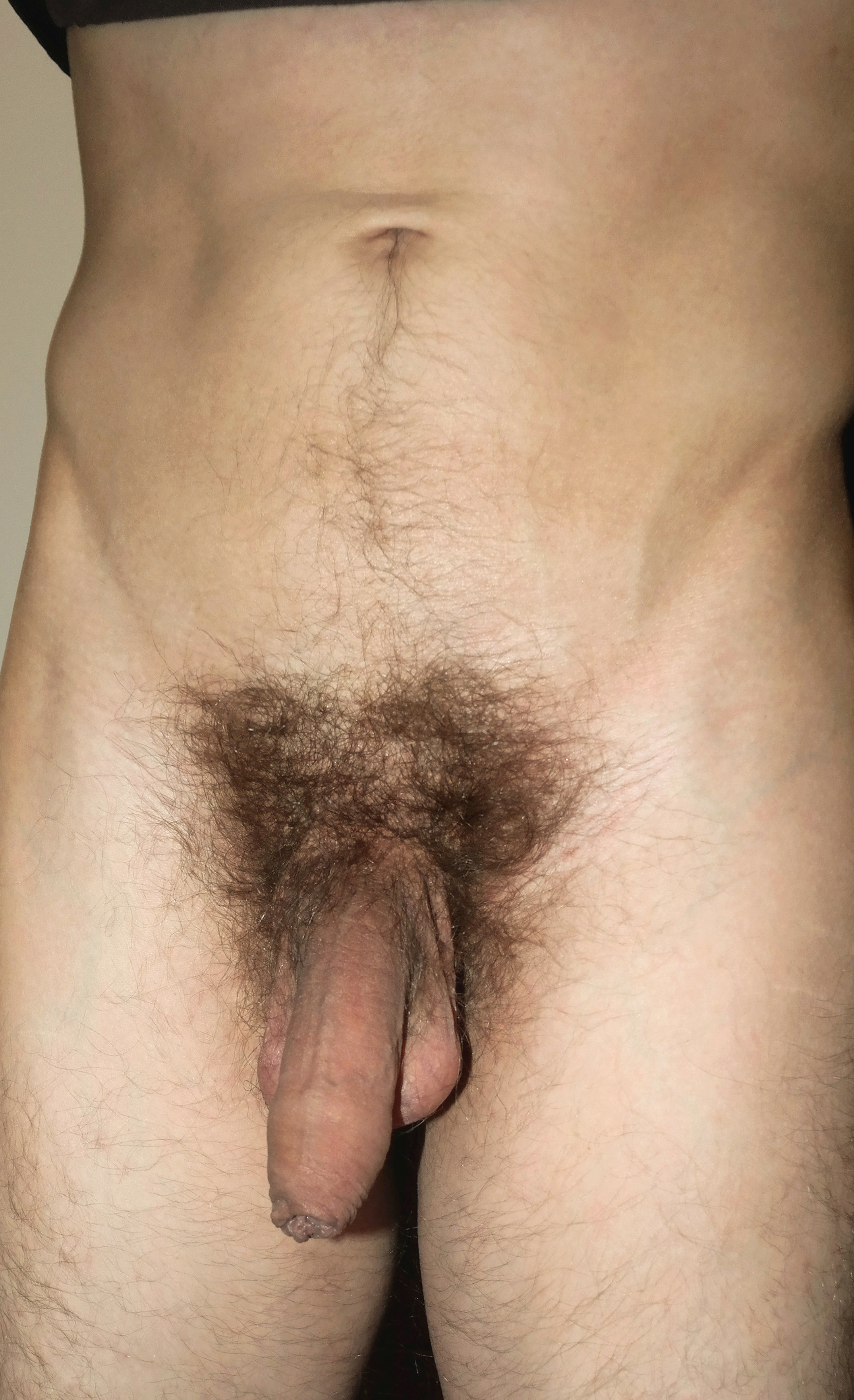
Pèl púbic masculí

El pèl púbic o pèl pubià és el que creix a la zona genital, l'entrecuix i de vegades l'extrem superior de les cuixes. Encara que des de la infantesa hi ha borrissol en aquesta zona, el terme de pèl púbic es reserva per al que es desenvolupa en la pubertat, que és més llarg i gruixut, com resposta a l'augment d'andrògens a la pell de la zona genital.
El dimorfisme sexual en la distribució del pèl púbic està motivat principalment per diferències en els nivells d'andrògens assolits en la maduresa sexual.

## Pèl púbic a homes i dones
A la majoria de les dones, el pèl púbic apareix primer sobre la vora dels llavis majors, i després s'estén al pubis en els dos anys següents. Aproximadament quan es produeix la menarquia o primera regla el triangle púbic està densament cobert i després pot créixer cap a la cuixa prop del pubis, cobrint l'engonal, o cap al melic.
En els homes, el pèl creix primer a la part superior de la base del penis. L'any següent s'estén al voltant, en tres o quatre anys cobreix tot el pubis i en cinc arriba a la cuixa superior i al melic.

## Pentenill
Pentenill o pentinill era la denominació clàssica catalana de pubis i pèl púbic.

## Funcions
La funció del pèl púbic és principalment de protecció d'una àrea sensible. En el seu llibre The naked woman l'etòleg Desmond Morris assenyala tres altres possibles utilitats: en èpoques primitives de nuesa indicava, com a senyal visual, la maduresa sexual de la dona i de l'home, la segona és actuar com trampa d'olors i la tercera és que en el coit el pèl pot fer que els moviments siguin més suaus i confortables. A més també s'ha dit que assenyala la possibilitat de disseminar feromones i protegeix el sistema reproductiu.
Algunes de les funcions del pèl púbic assenyalades en diferents obres, doncs, inclouen:
- per mantenir la calor (funció primària)[7]
- indicació visual de maduresa sexual[6][8]
- col·lecció de feromones secretades.[6][9]
- reducció de la fricció externa durant el coit.[6][10]
- protecció de l'àrea sensible del pubis i engonal[11]
- protecció de la pell de l'àrea púbica de certes infeccions, erupcions cutànies, irritacions i acne

Altres funcions encara estan per investigar.

## Aspectes culturals

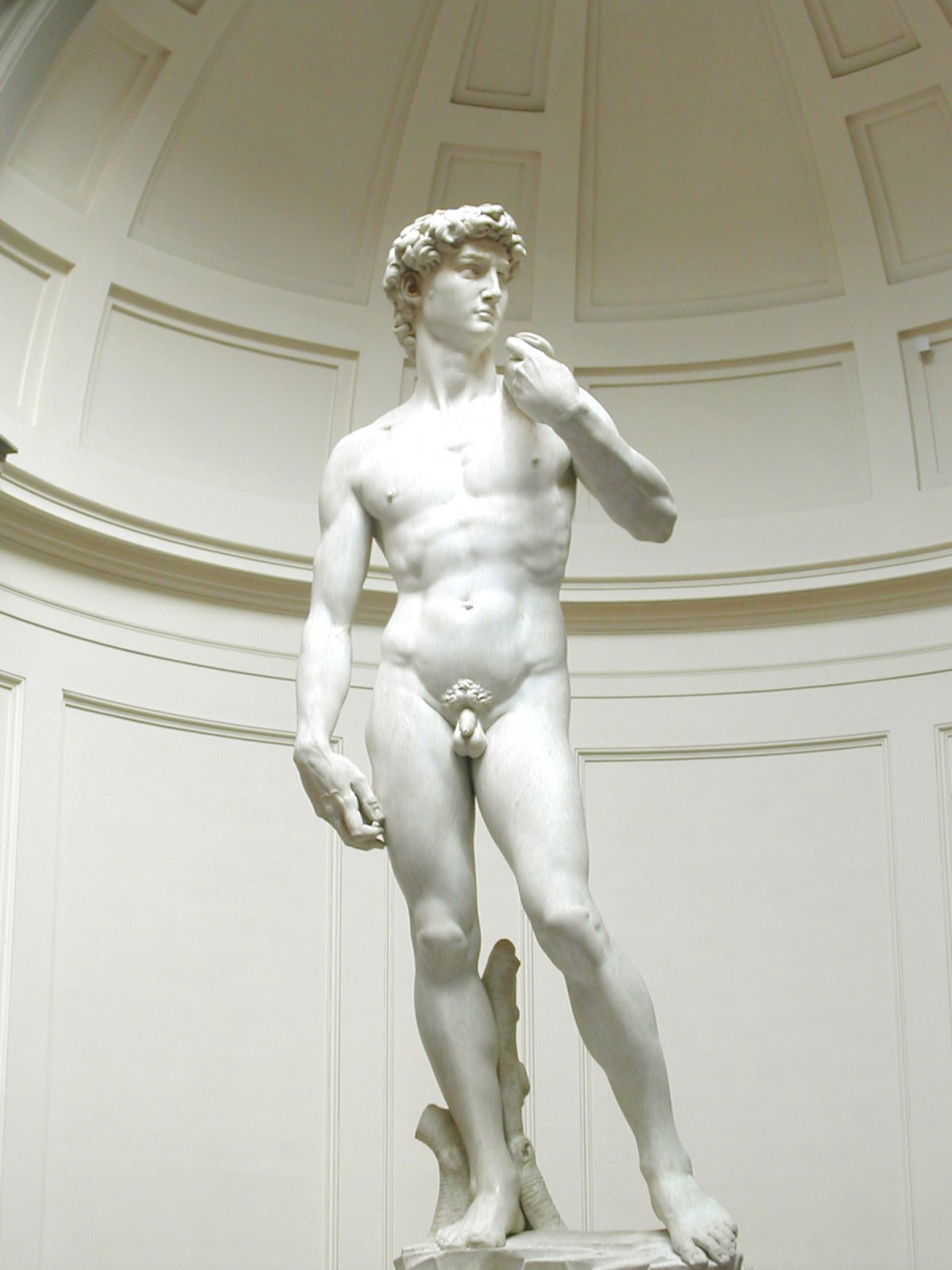
David de Miquel Àngel

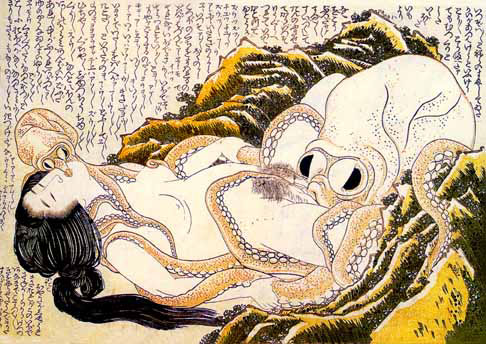
El somni de l'esposa del pescador, de Hokusai

En l'art occidental és tradicional evitar la representació del pèl púbic. A més la depilació d'aquesta zona, especialment en la dona, és una tradició molt antiga.
- Els antics egipcis eliminaven el pèl púbic amb raors o amb una mescla d'una substància ensucrada i cera d'abelles creient que això els proporcionava una imatge més bella, jove i innocent. Als antics grecs i romans també els agradava anar depilats (també en les cames els soldats romans).
- A l'antiga Índia s'afaitaven el pit i el pèl púbic.
- Durant l'edat mitjana, les europees de classe alta afaitaven una part del seu pèl corporal i al segle xvi l'aristocràcia europea s'afaitava el pubis i es posaven perruques de pèl púbic.
- A començ del segle xviii els depilatoris contenien closca d'ou, excrements de gat i vinagre[12]
- Des de la segona dècada del segle XX l'evolució de les tendències de la moda amb dissenys cada vegada més suggestius i de mida reduïda com és el cas de la roba interior, els banyadors i els biquinis o els pantalons curts produeixen que l'eliminació d'una part o la totalitat del pèl púbic es generalitzi cada vegada més.
- En la dècada de 1990 algunes estrelles de la indústria eròtica-pornogràfica reduïren el seu pèl púbic a la mínima expressió i els engonals de tipus brasiler es posaren de moda.
- En l'actualitat el pubis és, després de les cames i les aixelles la tercera part del cos més depilada per les dones europees.

## Depilació del pèl púbic

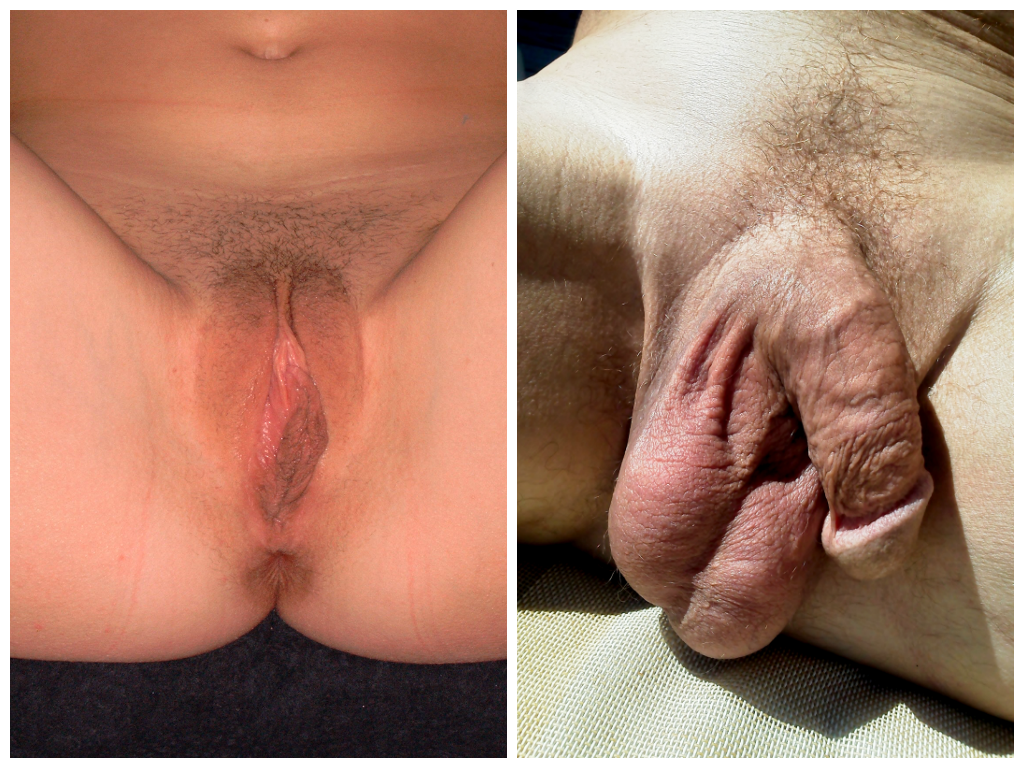
Depilació del pèl púbic

Segons una enquesta feta pel fabricant d'aparells de depilació Philips, el 31% de les dones es depilen la zona del biquini per a sentir-se més còmodes mentre la resta ho fan per a seduir o vestir-se amb roba més provocadora. Entre els mètodes per eliminar el pèl púbic hi ha les tisores, les ceres, les navalles o les cremes depilatòries.

### Raons
Alguns arguments per a la depilació del borrissol púbic inclouen:
- l'estètica
- la higiene
- la moda
- la religió
- la tradició
- les pràctiques sexuals, com el sexe oral

### Mètodes
En general, el borrissol púbic s'elimina o es reduïx afaitant-lo, encara que altres mètodes molt utilitzats i els efectes dels quals són de major durada són la depilació amb cera i l'ús d'eines mecàniques (depiladores) per a treure'l d'arrel. També sol recórrer-se a la depilació amb làser, les cremes i les locions (afaitadores, de vegades amb inhibidors del creixement de pèl), l'electrologia, la depilació manual per mitjà de pinces, etcètera.